# Обертально-ударне буріння
Обертально-ударне буріння (рос. бурение вращательно-ударное, англ. rotary-percussion drilling; нім. Drehsch-lagbohren) — процес руйнування гірської породи при бурінні шпурів і свердловин притиснутим до вибою буровим інструментом, що безперервно обертається, по якому періодично наносяться удари бойком.

## Загальна характеристика
Обертально-ударне буріння застосовується для буріння шпурів при проведенні підземних виробок і для буріння свердловин при підземній відбійці міцних і середньої міцності руд.
Перші машини для шпурів були розроблені в ФРН в кінці 40-х рр. XX століття. Обертально-ударне буріння здійснюється буровими каретками, на яких встановлюють потужні бурильні молотки, забезпечені гідравлічними маніпуляторами з ланцюговими і ґвинтовими подаючими пристроями, а також мобільними буровими верстатами.

## Основні характеристики
- Частота обертання інструменту при обертально-ударному бурінні до 300 об/хв.
- Осьове зусилля до 14 кН
- Частота ударів 2000 — 4000 на хв.
- Енергія одиничного удару 20-40 Дж на 1 см діаметра інструмента
- Швидкість — 1-2 м/хв, що значно вище, ніж у звичайного бурильного молотка.